# Toppvaxing
Toppvaxing (Hygrocybe conica) är en svampart i familjen Tricholomataceae. Det är vanliga arter. Arten förekommer i norra Europa och i Nordamerika men även i Asien, Australien och Nya Zeeland. Den kan ses under sommar och höst. Svampen är inte ätlig.

## Beskrivning
Arten har en kägelformade hatt, med trubbig spets, det vill säga mellan 1 och 4 cm. Färgen varierar från gul till orange, med en svart spets. När den åldras blir svampen gradvis helt svart. Stjälken (2 - 8 cm) och basen är gulorange, men blir också svarta. Lamellerna är ljusgula till ljusorange.
Toppvaxingen är att förväxla med Hygrocybe conicoides och Hygropcybe nigrescens.

## Ekologi
Toppvaxingen är saprotrofisk och förekommer på näringsrika gräsmarker och ibland även i lövskogar

## Bilder

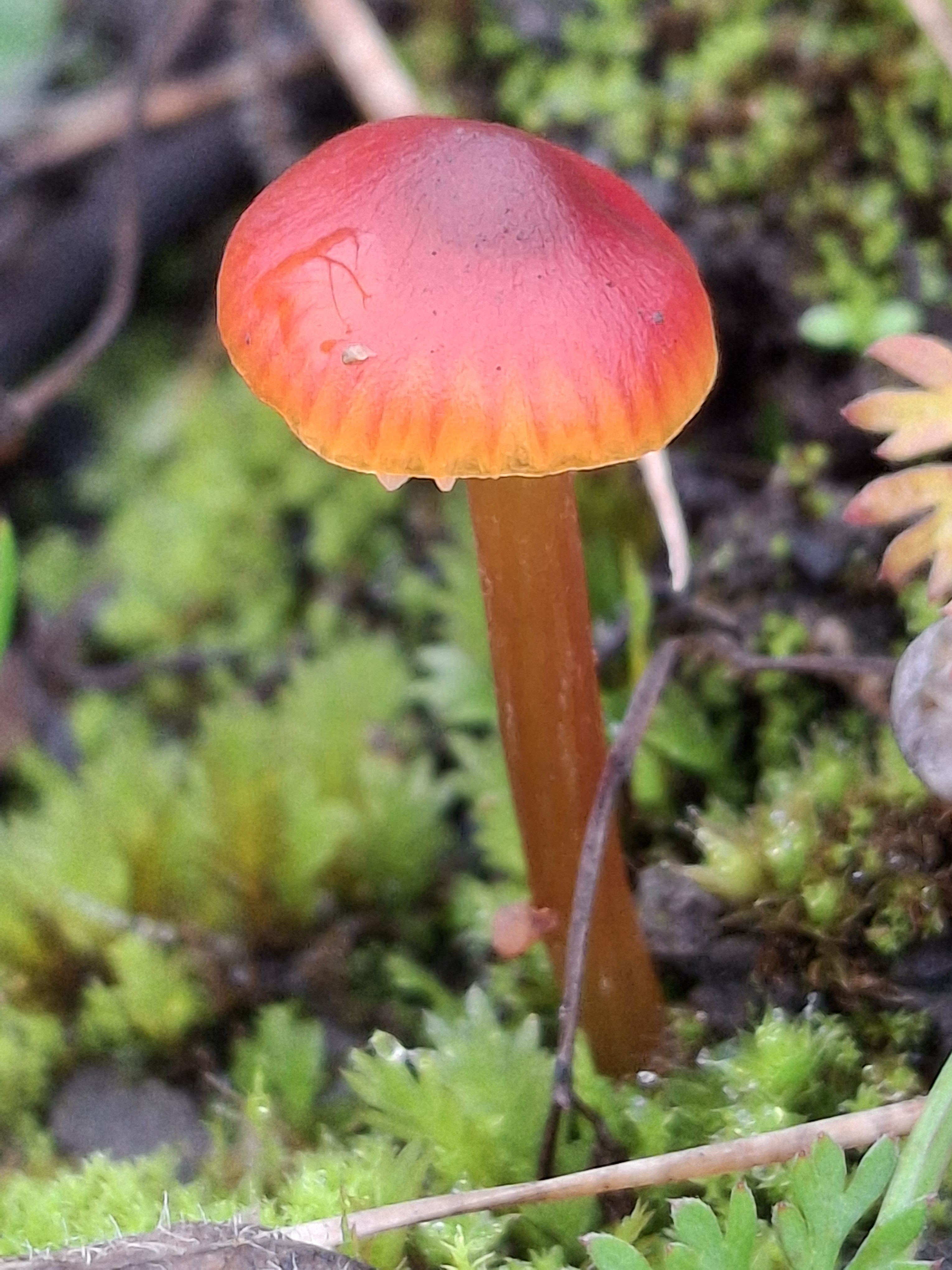
En unge toppvaxing

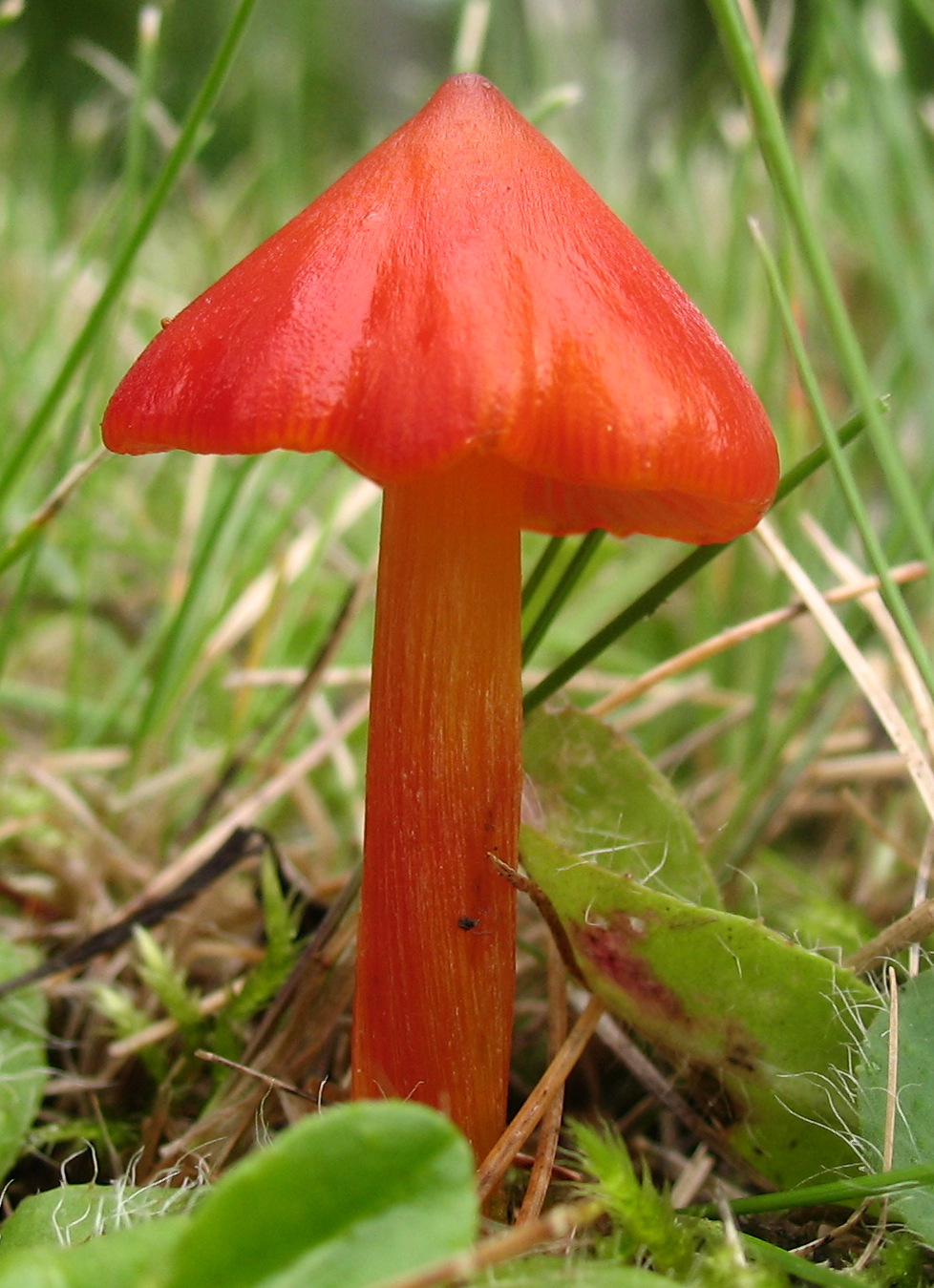
Toppvaxing

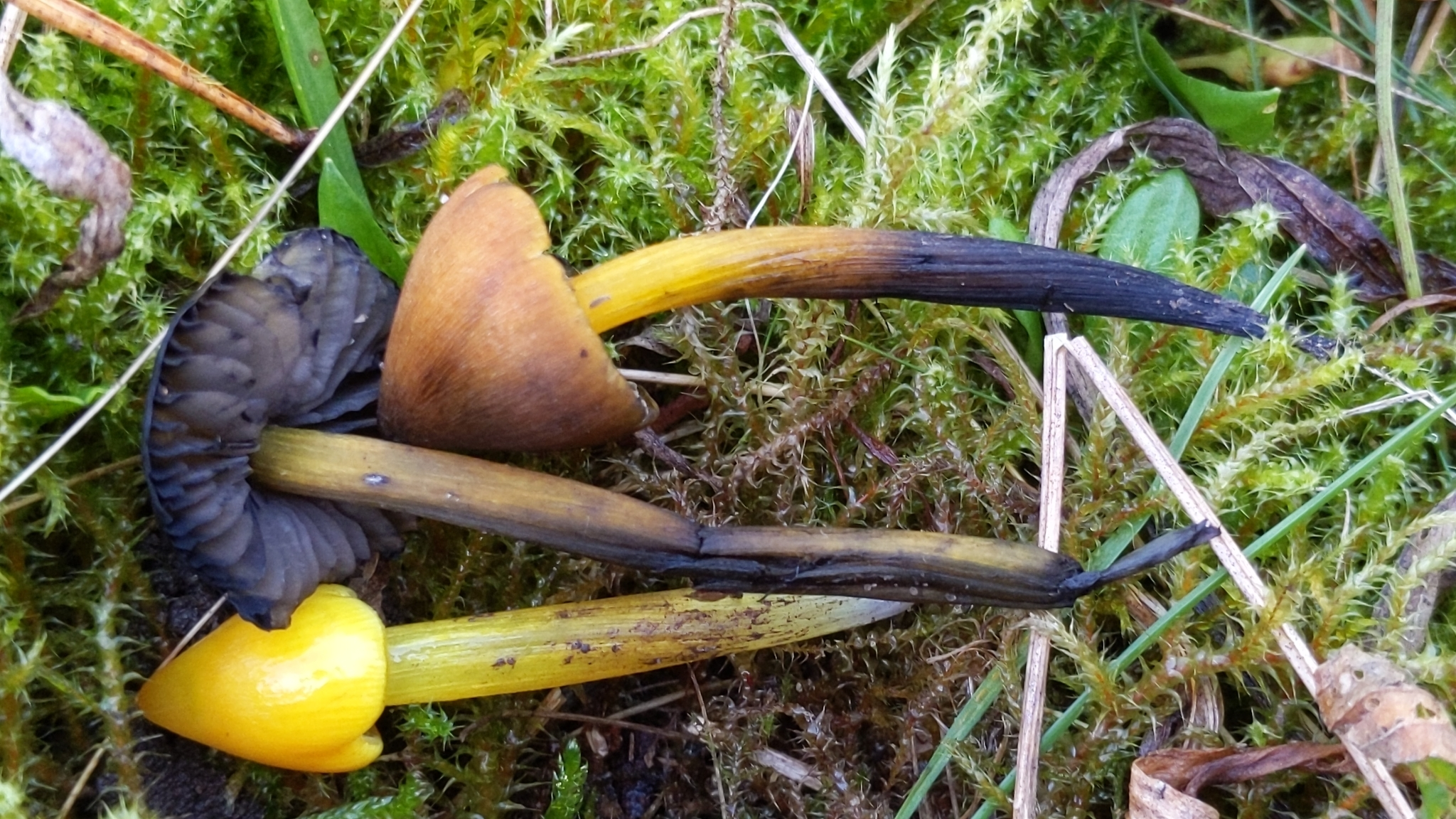
Toppvaxing som blir svart
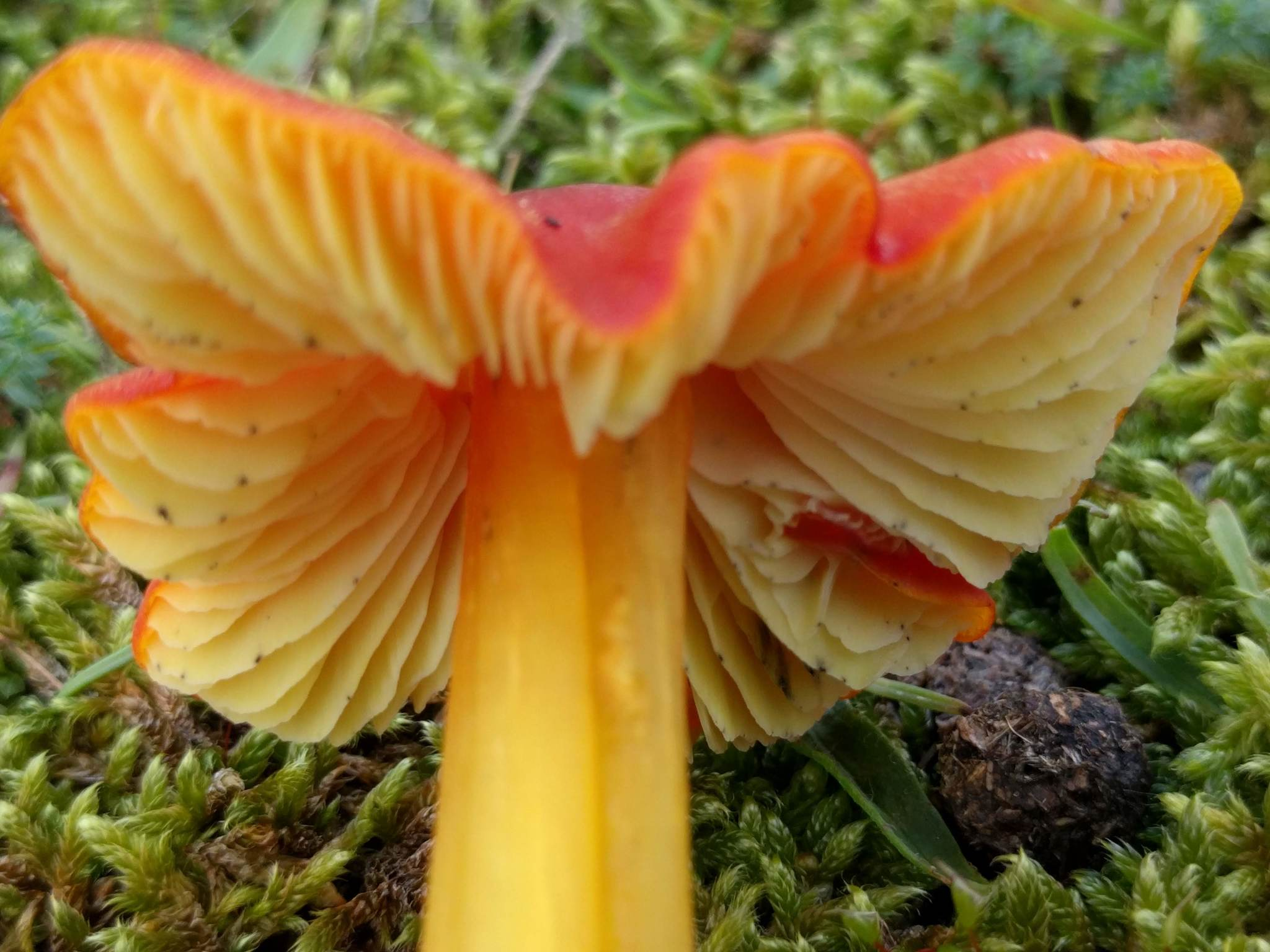
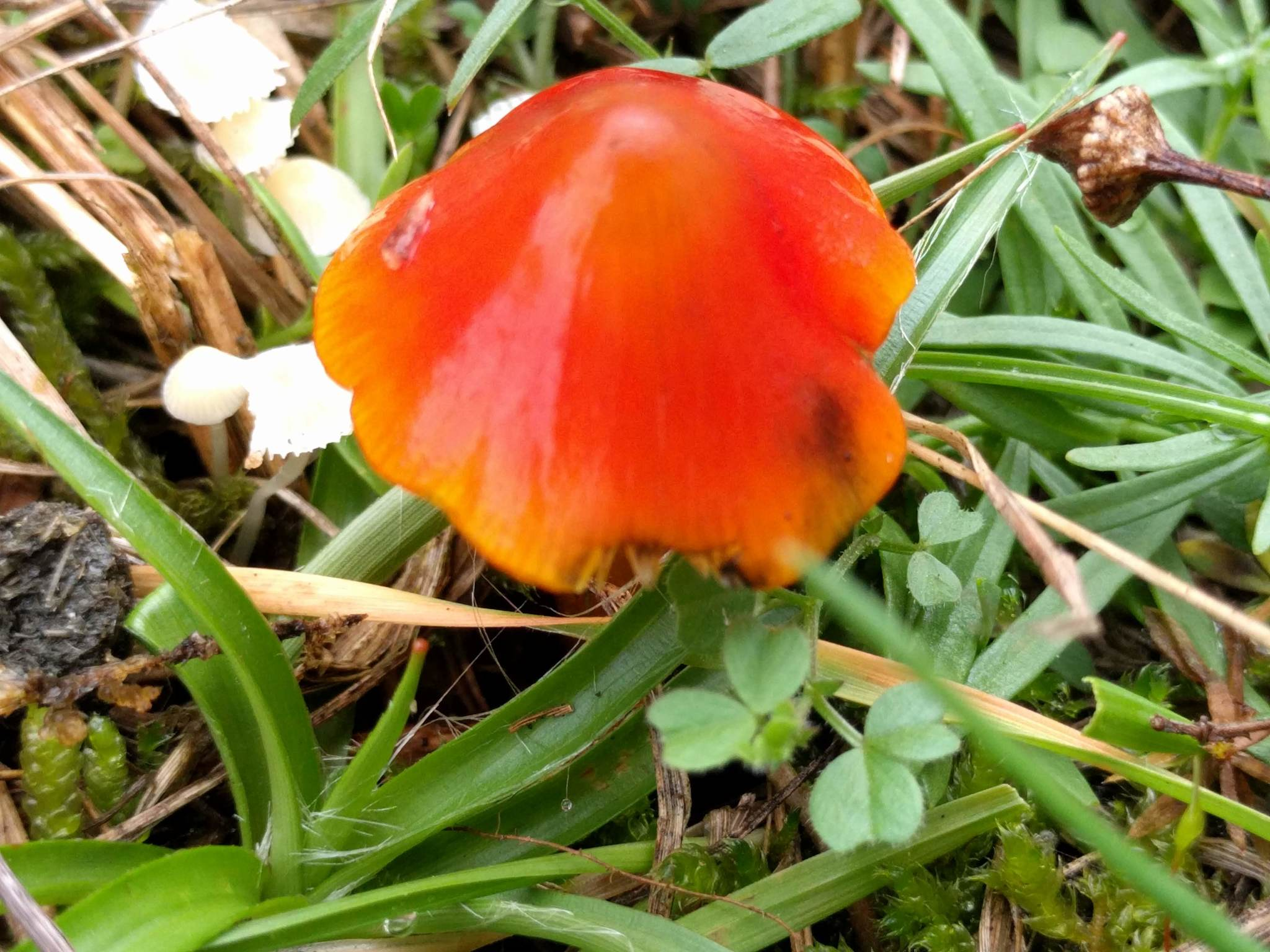
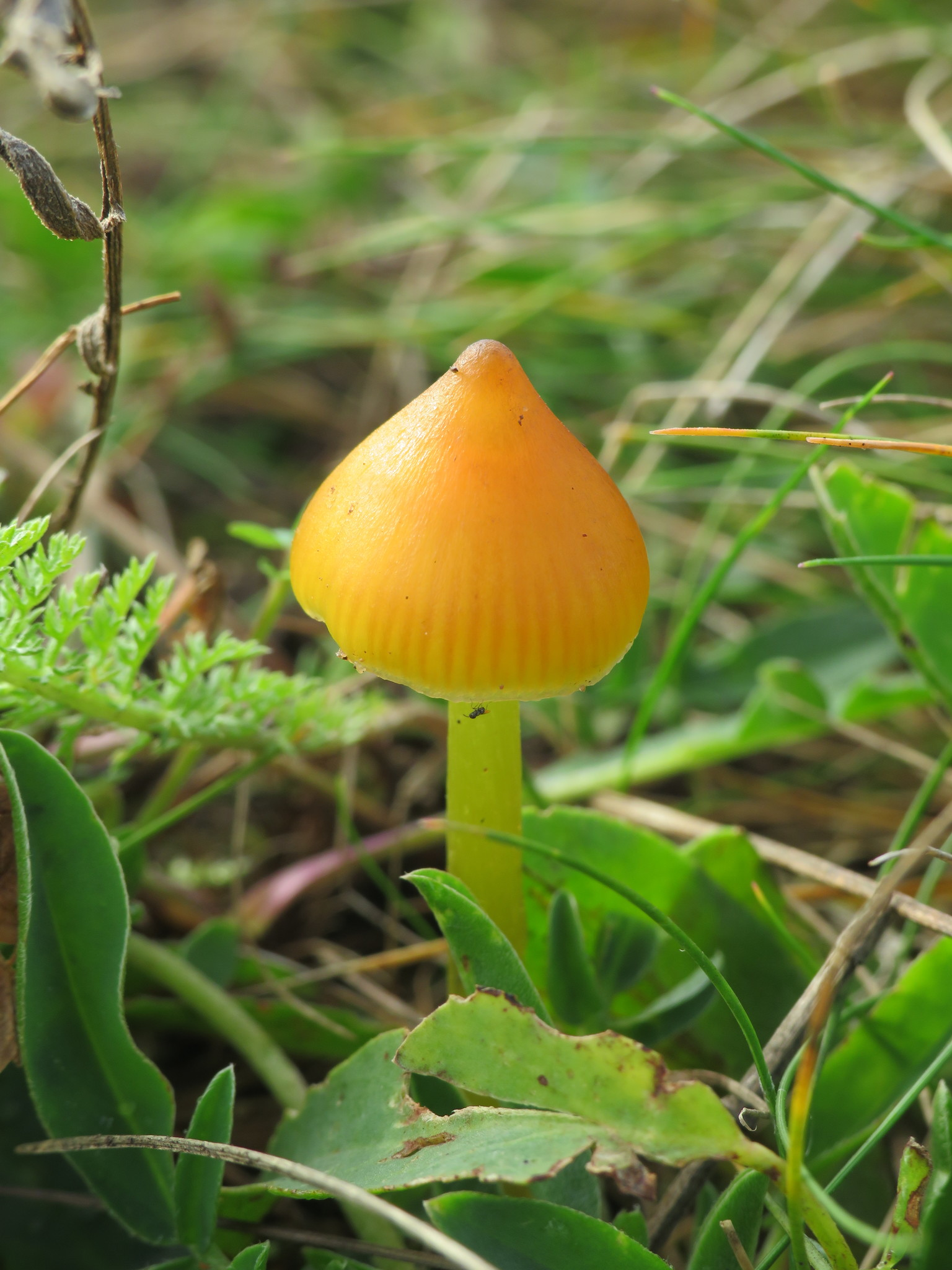